# Konkoara
Ne doit pas être confondu avec Konkoara-Yarcé.
Konkoara, également orthographié Komkoara, est une localité située dans le département de Boulsa de la province du Namentenga dans la région Centre-Nord au Burkina Faso. 

## Éducation et santé
Le centre de soins le plus proche de Konkoara est, depuis 2018, le centre de santé et de promotion sociale (CSPS) de Konkoara-Yarcé tandis que le centre médical avec antenne chirurgicale (CMA) de la province se trouve à Boulsa.
Le village possède une école primaire publique.